# Microsoft Small Basic
Microsoft Small Basic is een programmeertaal die sinds 2008 wordt ontwikkeld door Microsoft. De taal werkt exclusief onder het besturingssysteem Windows. Het is een gesimplificeerde versie van de programmeertaal BASIC en is bestemd voor kinderen en beginnende volwassenen die willen leren programmeren. 
De taal is een goede introductie om bekend te raken met Visual Basic, waar Small Basic qua syntaxis erg op lijkt. Het wordt uitgegeven met een ingebouwde IDE die gebruikmaakt van auto-aanvulling door middel van Microsoft IntelliSense. Hetgeen lijkt op Visual Studio maar dan veel simpeler.  
Download 